# Axinidris murielae
Axinidris murielae är en myrart som beskrevs av Steven O. Shattuck 1991. Axinidris murielae ingår i släktet Axinidris och familjen myror. Inga underarter finns listade.

## Bildgalleri

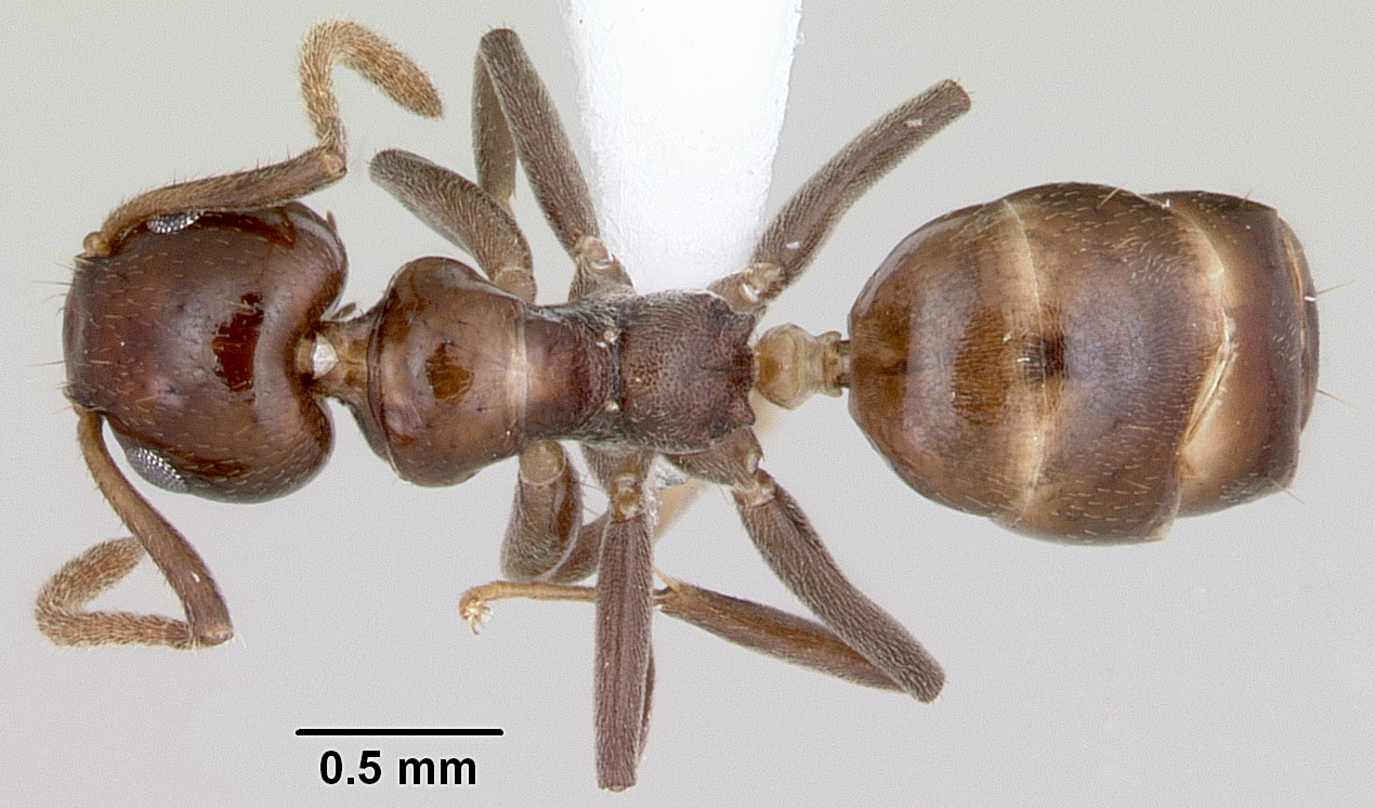
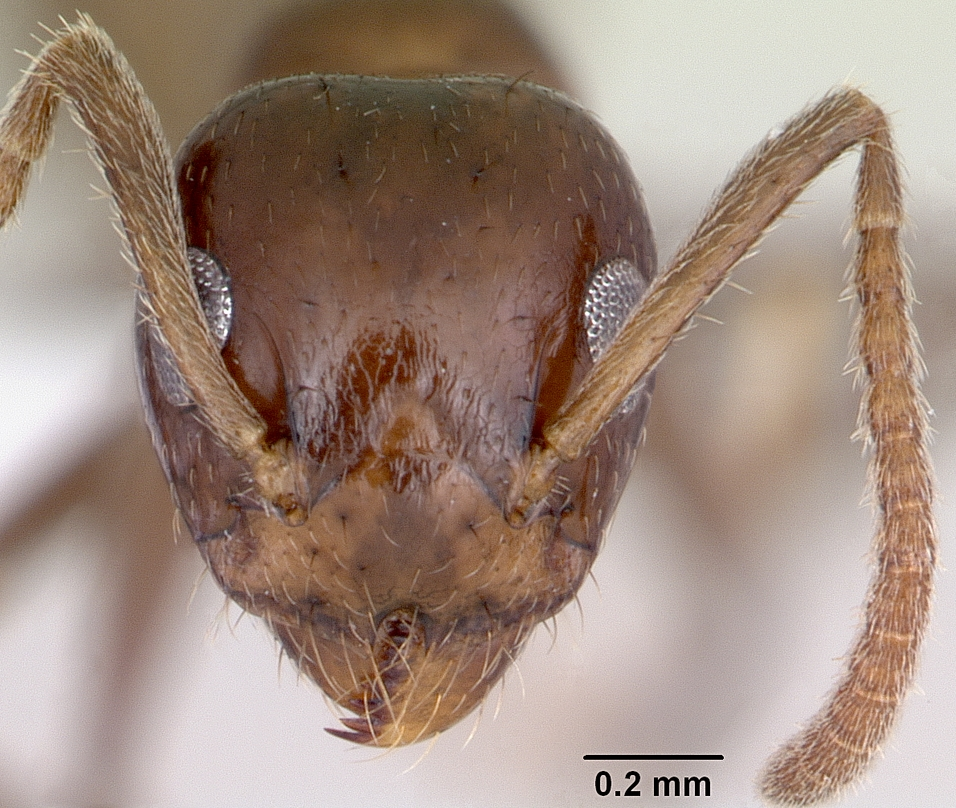
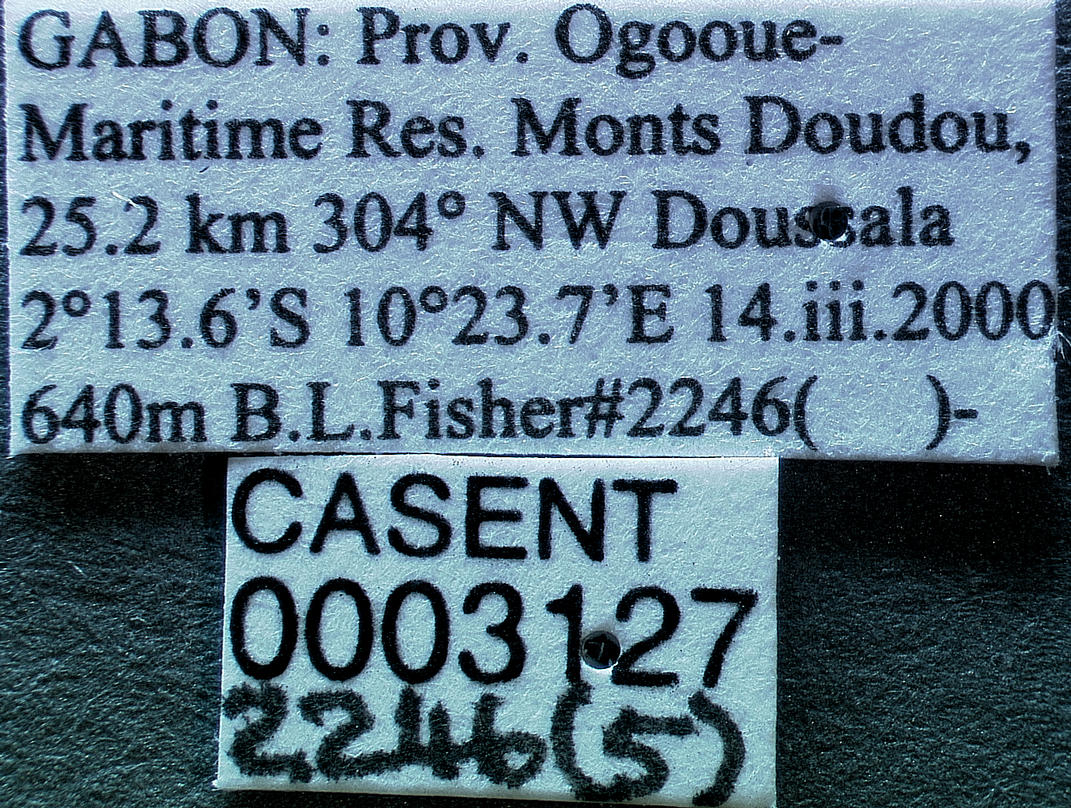
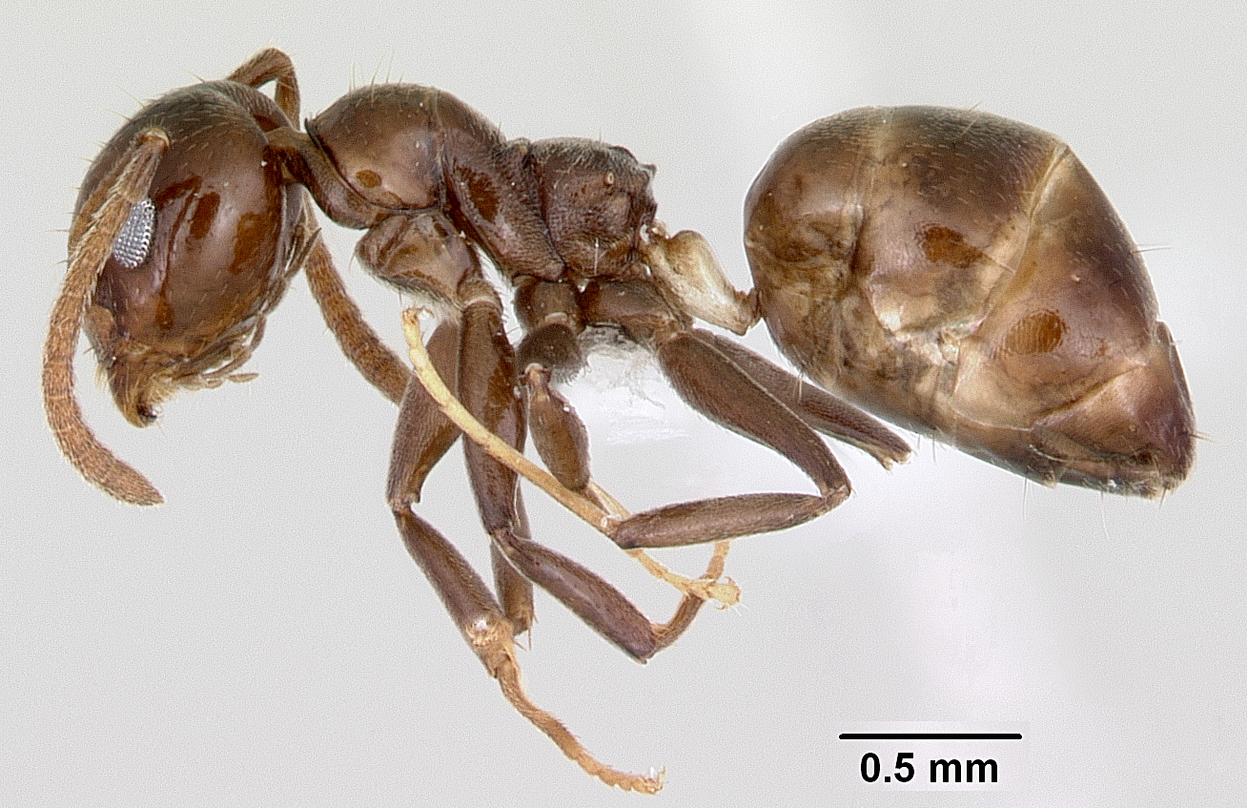
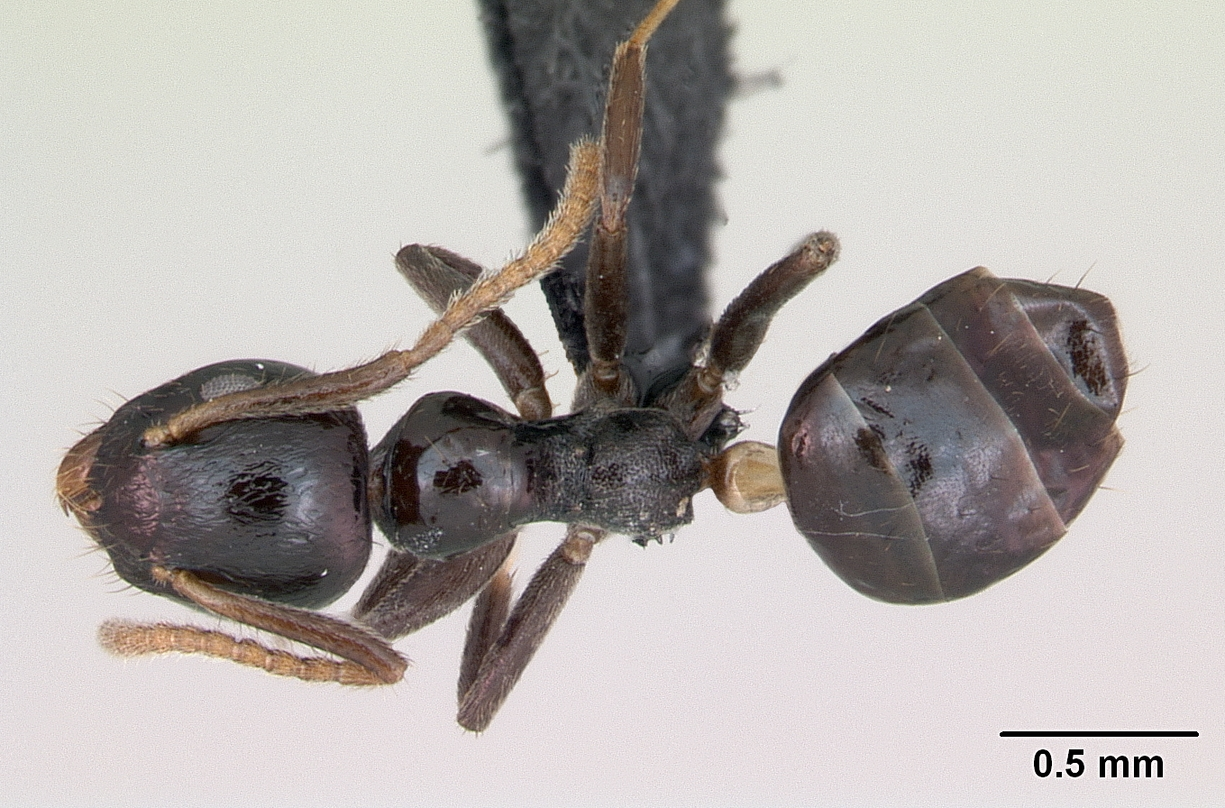
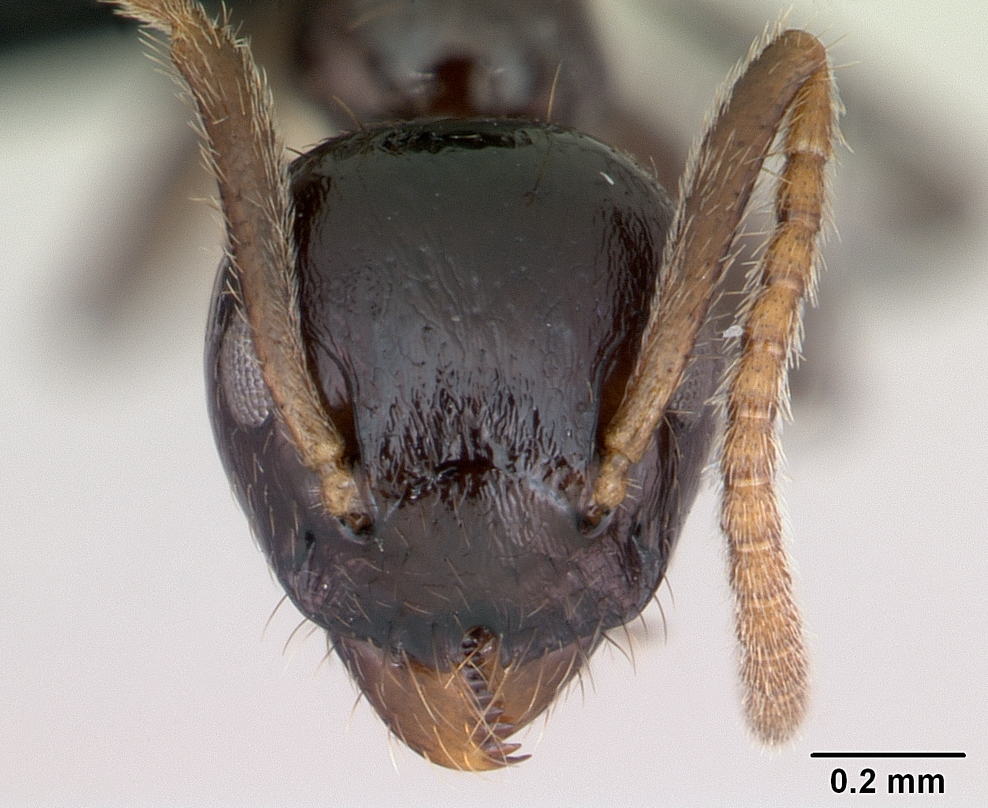